# Florentin Crihălmeanu
Florentin Crihălmeanu (Iași, 17 settembre 1959 – Cluj-Napoca, 12 gennaio 2021) è stato un vescovo cattolico rumeno della Chiesa greco-cattolica rumena.

## Biografia
Florentin Crihălmeanu nacque a Iași il 17 settembre 1959 da Corneliu Crihălmeanu, un greco-cattolico della Transilvania, e Alice, una cattolica romana, figlia del filologo, folclorista e accademico di Iași Petru Caraman. Entrambi i genitori erano ingegneri chimici. Fu battezzato nella chiesa cattolica della Dormizione della Beata Vergine Maria a Iași.

### Formazione e ministero sacerdotale
Frequentò i primi tre anni di scuola elementare a Turda e il quarto a Iași. Dalla quinta elementare fino al conseguimento del diploma di maturità frequentò la scuola nº 15 di Cluj-Napoca.
Dopo l'esame di ammissione al Politecnico di Cluj, svolse il servizio militare a Turda, nell'unità carri armati. Frequentò quindi i corsi della Facoltà di meccanica del Dipartimento di tecnologia di costruzione delle macchine. Nel 1984 conseguì la laurea in ingegneria meccanica. Venne assegnato, come apprendista ingegnere, all'azienda IUT di Bistrița e successivamente fu trasferito allo stabilimento della Tehnofrig di Cluj-Napoca.
Nel 1986 iniziò gli studi teologici in segreto, avendo come guida spirituale padre Pantelimon Aștilean. Nel 1990 si iscrisse ai corsi serali dell'Istituto teologico dell'Università greco-cattolica "San Giovanni Evangelista" di Cluj-Napoca.
L'8 settembre 1990 fu ordinato diacono da monsignor Gheorghe Guţiu. Il giorno successivo fu ordinato presbitero per l'eparchia di Cluj-Gherla in Piazza della Libertà a Cluj-Napoca da monsignor Gheorghe Guţiu. Nell'ottobre dello stesso anno fu inviato a Roma per studi. Prese residenza nel Pontificio collegio Pio Rumeno. Il 27 giugno 1992 conseguì la licenza magna cum laude in teologia biblica presso la Pontificia università urbaniana. Il 16 giugno 1994 conseguì il dottorato summa cum laude presso lo stesso ateneo. Tornato in patria fu professore di Sacra Scrittura all'Università Babeș-Bolyai; professore di teologia dogmatica all'Istituto teologico greco-cattolico di Cluj-Napoca e protosincello dell'eparchia di Cluj-Gherla.

### Ministero episcopale
Il 6 novembre 1996 papa Giovanni Paolo II lo nominò vescovo ausiliare di Cluj-Gherla e titolare di Silli. Ricevette l'ordinazione episcopale il 6 gennaio successivo nella basilica di San Pietro in Vaticano dallo stesso pontefice, co-consacranti gli arcivescovi Giovanni Battista Re, sostituto per gli affari generali della Segreteria di Stato della Santa Sede, e Myroslav (Stefan) Marusyn, segretario della Congregazione per le Chiese orientali.
Il 16 luglio 2002 lo stesso pontefice lo nominò eparca di Cluj-Gherla. Prese possesso dell'eparchia il 6 agosto successivo con una cerimonia nella cattedrale della Trasfigurazione del Signore a Cluj-Napoca. Era presente anche l'arcivescovo ortodosso di Cluj, Bartolomeu Anania.
Nel 2005 conseguì un secondo dottorato in teologia presso la Pontificia università urbaniana con una tesi intitolata "Fuoco dello spirito. At 2,1-4, dall'archetipologia alla preghiera liturgica".
Nel febbraio del 2003, nel febbraio del 2010 e nel novembre del 2018 compì la visita ad limina.
In seno al Sinodo della Chiesa greco-cattolica rumena fu presidente della commissione per la liturgia dal 2006 e in seno alla Conferenza episcopale della Romania fu presidente della commissione per la vita consacrata.
Fu anche membro del Pontificio consiglio per la promozione dell'unità dei cristiani dal 10 aprile 2008  e della commissione mista internazionale per il dialogo teologico tra la Chiesa cattolica e la Chiesa ortodossa.

### Morte
Il 31 dicembre 2020 fu trovato positivo al nuovo coronavirus SARS-CoV-2. Fu ricoverato un giorno in ospedale per accertamenti e non avendo sintomi gravi fu dimesso. Scelse di trascorrere la quarantena nel monastero della Congregazione delle Suore della Madre di Dio a Cluj-Napoca. Morì alle 15:20 del 12 gennaio all'età di 61 anni per un'improvvisa insufficienza cardiopolmonare acuta, dovuta alla riacutizzazione della malattia. Le esequie si tennero il 16 gennaio alle ore 12 in Piazza Timotei Cipariu, di fronte alla cattedrale della Trasfigurazione del Signore, a Cluj-Napoca.

## Genealogia episcopale
La genealogia episcopale è:
- Cardinale Scipione Rebiba
- Cardinale Giulio Antonio Santori
- Cardinale Girolamo Bernerio, O.P.
- Arcivescovo Galeazzo Sanvitale
- Cardinale Ludovico Ludovisi
- Cardinale Luigi Caetani
- Cardinale Ulderico Carpegna
- Cardinale Paluzzo Paluzzi Altieri degli Albertoni
- Papa Benedetto XIII
- Papa Benedetto XIV
- Papa Clemente XIII
- Cardinale Enrico Benedetto Stuart
- Papa Leone XII
- Cardinale Chiarissimo Falconieri Mellini
- Cardinale Camillo Di Pietro
- Cardinale Mieczysław Halka Ledóchowski
- Cardinale Jan Maurycy Paweł Puzyna de Kosielsko
- Arcivescovo Józef Bilczewski
- Arcivescovo Bolesław Twardowski
- Arcivescovo Eugeniusz Baziak
- Papa Giovanni Paolo II
- Vescovo Florentin Crihălmeanu